# Calefacción
Calefacción (del lat. calefactio, -onis, derivado de calofacere, calentar, compuesto de calere y facer hacer), desde un punto de vista genérico, es el método o sistema mediante el cual se aporta calor a alguien o algo con el fin de mantener o elevar su temperatura. 

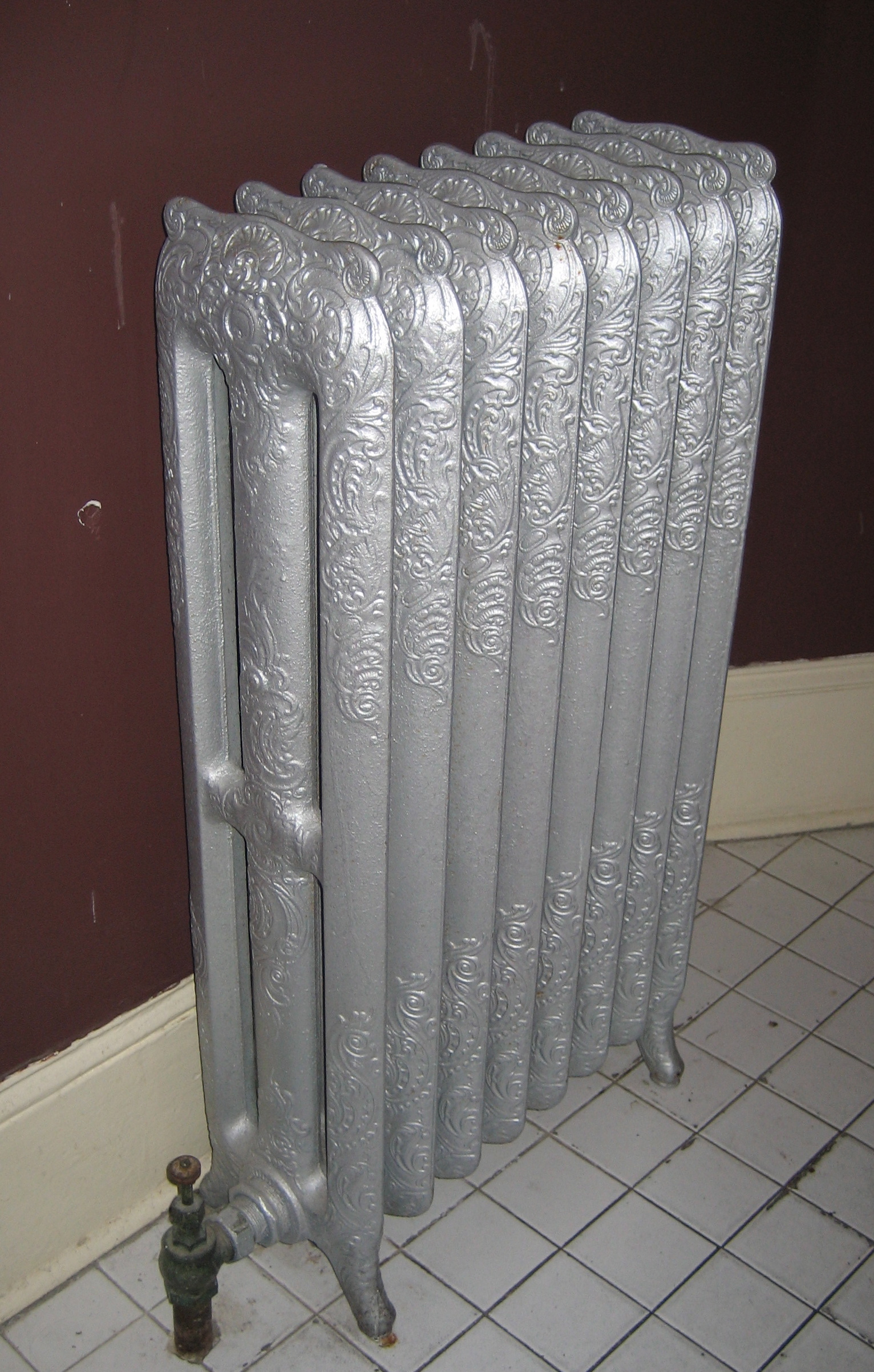
Radiador antiguo de hierro fundido.

Aplicado a la edificación se refiere al conjunto de aparatos y accesorios que se instalan para alcanzar y mantener las condiciones de bienestar térmico durante las estaciones frías en uno o muchos habitáculos. Es un componente de la climatización.

## Historia
El ser humano, cuyo cuerpo no tiene protección de pelo o pluma, ha necesitado calentarse durante las épocas frías. Lo ha conseguido fabricando vestidos y trajes (abrigo) o aprovechando el fuego, mediante diversos sistemas de calefacción. Desde que el hombre dominó el fuego, pudo habitar en latitudes donde una cierta parte del año las temperaturas eran bajas, calentando con él los espacios de habitación.
El dominio del fuego parece que lo consiguió el Homo erectus hace unos 450 000 años. Un equipo israelí lo hace remontar a 790 000 años en el yacimiento de Gesher Benot Ya'aqov en las riberas del Jordán.
El combustible era la leña u otros restos vegetales, y deyecciones de animales herbívoros secas. En China parece que se utilizaba la hulla desde tiempos inmemoriales.
Pero el fuego tiene varios inconvenientes: desnudo, en medio de un local, puede ser peligroso para los humanos, especialmente para los niños, necesita aire para la combustión, aire que obtiene del exterior, es decir, aire frío y tiene como resultado de la combustión humos, que también hay que evacuar, mediante ventilación. Primero fue el fuego en medio del local y luego se fueron inventando diversos sistemas para evacuar el humo mejor, para consumir menos combustible, etc.

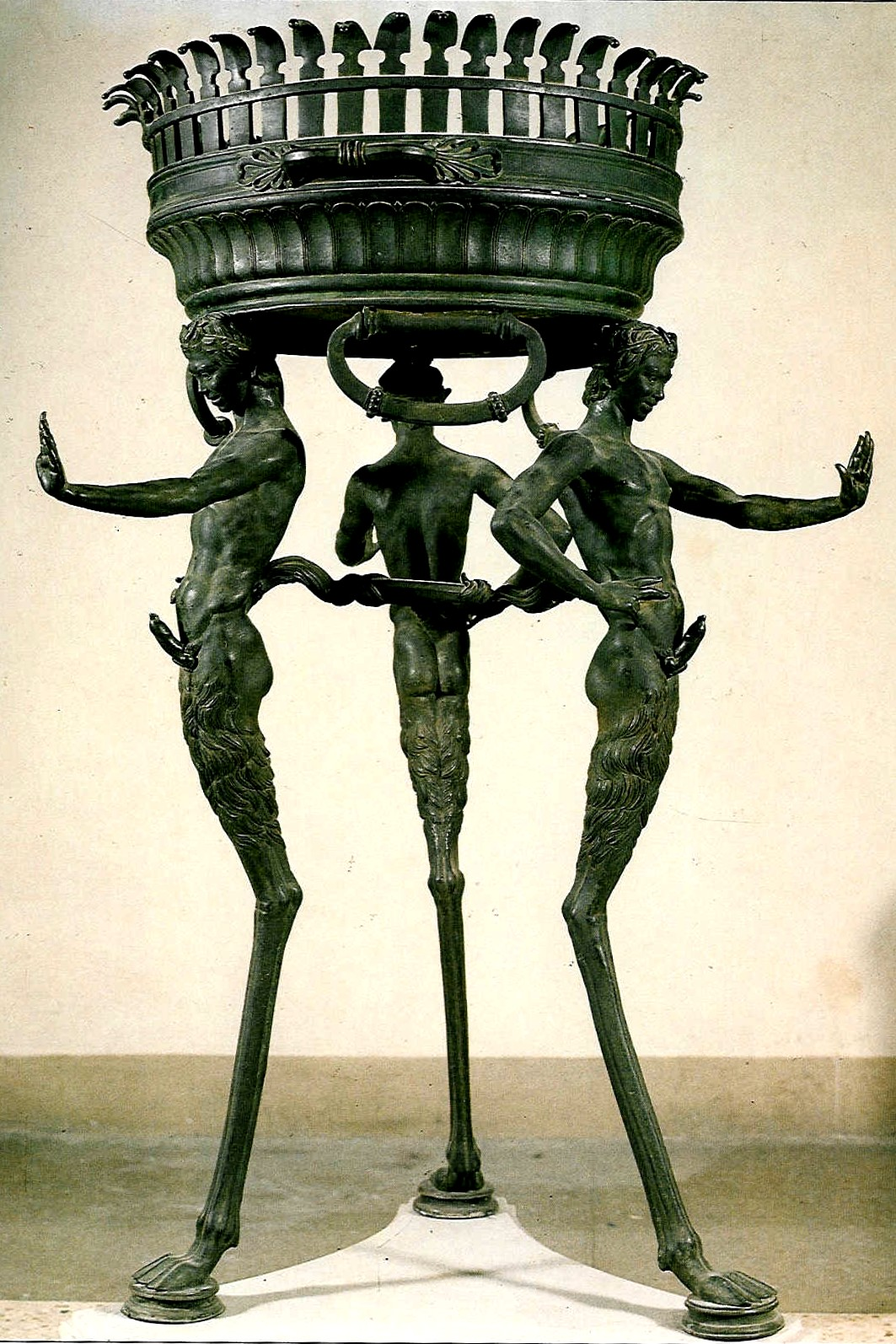
Brasero de Pompeya

Quizá la innovación más importante consistió en sacar el hogar de la calefacción del local habitado, evitando los humos y la entrada de aire frío para la combustión y esto, por los datos de que disponemos, se consiguió con el sistema de calefacción llamado hipocausto, invención griega, utilizada en las termas de Olimpia y de Siracusa desde el 300 a. C. El fuego estaba en otro local y los humos, calientes, se llevaban por una serie de conductos, que recorrían el suelo y, a veces las paredes, de los locales, dejando el calor antes de salir por el humero hacia el exterior. Las instalaciones más importantes se hicieron en las termas. Este sistema pervivió hasta hace muy poco en la Hispania musulmana y luego cristiana, en la que se utilizaba, de forma bastante generalizada un sistema directamente relacionado con el hipocausto, la gloria, usando paja como combustible.

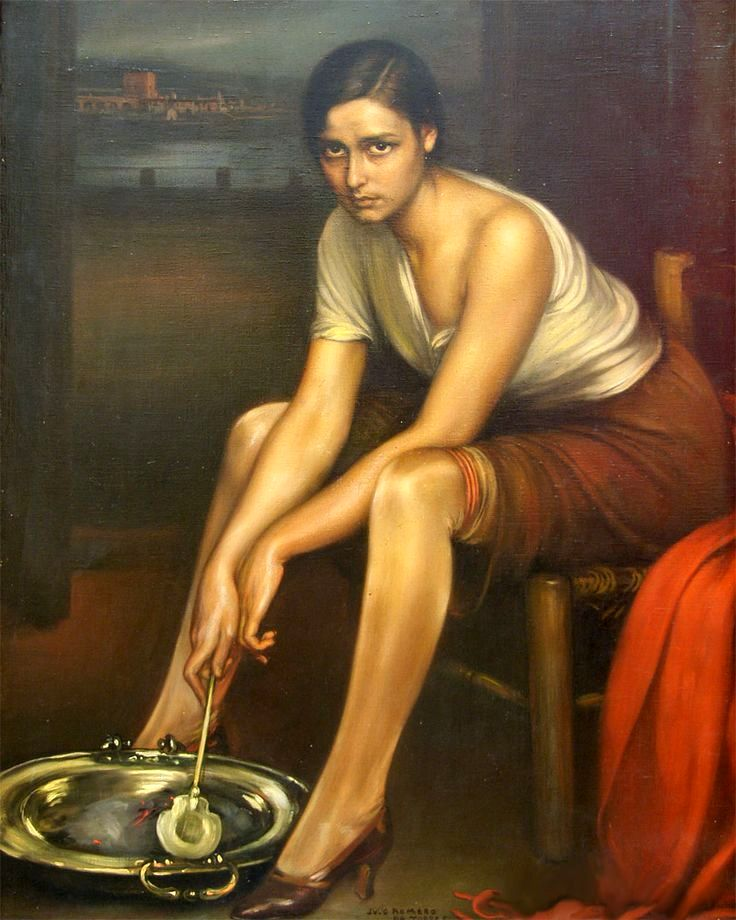
La chiquita piconera, con un brasero, de Romero de Torres, de principios del.

Pero aunque conocían la chimenea hogar, los romanos la usaban poco como sistema de calefacción de las viviendas. En las excavaciones de Pompeya y Herculano no aparecen hogares de este tipo, lo que indica que utilizaban braseros muebles. Estos artefactos se han usado hasta hace bastante poco en los países mediterráneos usando combustibles vegetales carbonizados (carbón de encina, cisco de roble, picón...)

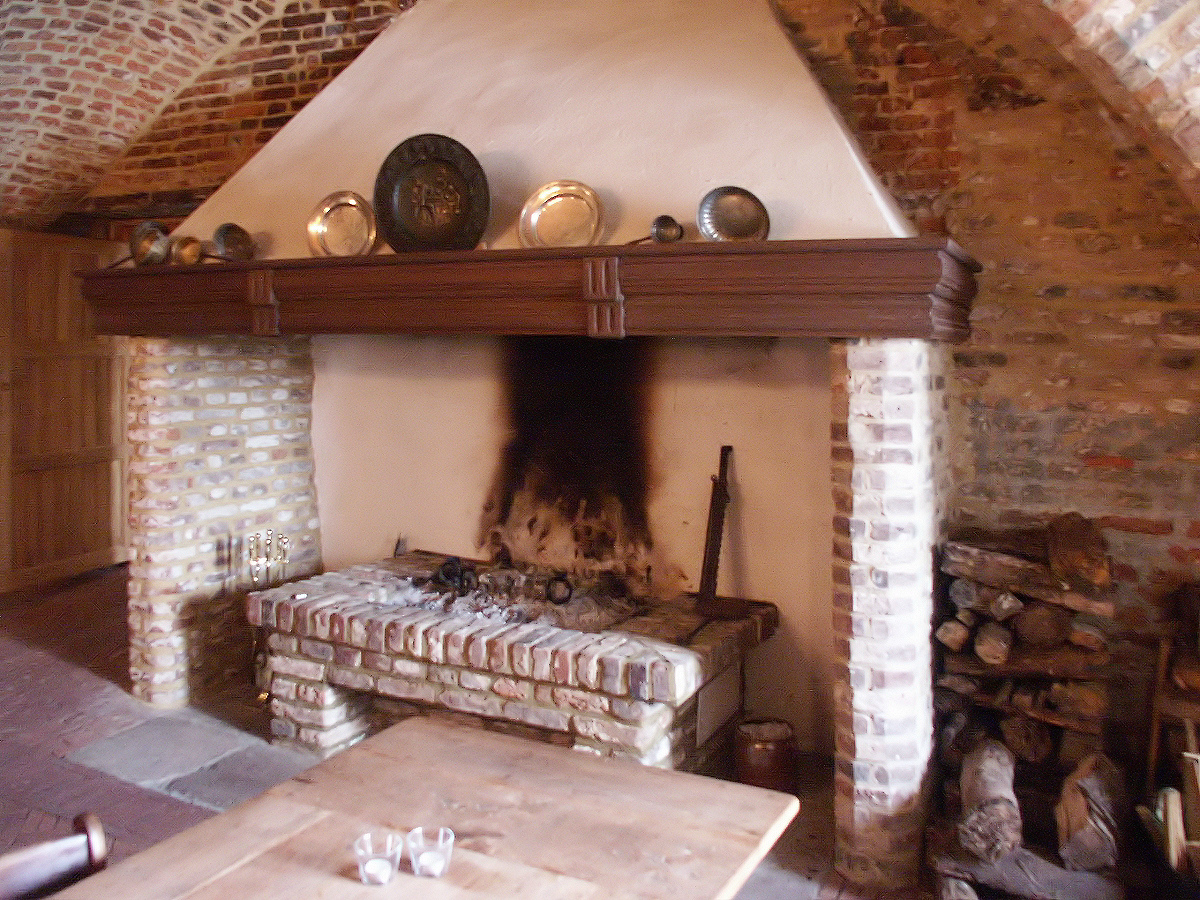
Hogar para cocina

Probablemente, las chimeneas hogar aparecieron en latitudes más septentrionales, donde la calefacción es más necesaria y, aunque había algo parecido en las cocinas de países de más al sur (con una gran campana para recoger los humos y un par de escaños a los lados), las dedicadas exclusivamente a calefacción no forman parte de la arquitectura hasta al siglo XI. Aunque la chimenea mejoró técnicamente con el paso del tiempo, nunca fue un sistema de calefacción eficaz.  En el siglo XIX, una chimenea hogar doméstica requería para el tiro de entre 800 a 1000 metros cúbicos de aire por hora, aire del exterior, frío, y por lo tanto el enfriamiento es tanto mayor cuanto más se atice el fuego. Y raramente había una ventosa (conducto de toma de aire exterior directamente al hogar) para dar el aire necesario para la combustión y el arrastre de los humos, así que el aire debía entrar por las ventanas y las puertas barriendo (enfriando) el local.
Una mejora importante fue el invento de la estufa: el hogar quedaba cerrado, protegiendo de quemaduras a las personas y, lo más importante, es que tenían un sistema para regular la entrada de aire de combustión, con el que se evitaba tener que introducirlo en el local en grandes cantidades para el arrastre de los humos que, confinados en el hogar no tenían otra salida que el humero, sin posibilidad de revocar hacia el local, y ello limitaba el barrido del ambiente al aire necesario para la combustión, evitando la entrada del necesario para evacuar los humos. Y por la misma razón tenían otras ventajas: una de ellas es que, al tasar la entrada de aire, se podía regular la potencia emitida porque, a menor cantidad de aire, menos llama y combustión más lenta; la otra es que al estar confinado, se conseguían temperaturas más altas de combustión, y se aprovechaba mejor el calor del combustible. Por estas razones, la estufa tenía un rendimiento mucho mayor que la chimenea hogar. En 1619 apareció la primera obra completa sobre las estufas publicado por Franz Kessler Este trabajo describe los principios de la calefacción usada en Alemania en la época, que se perfeccionaron muy poco hasta el siglo XIX.

Calefacción por termosifón
1 Caldera
2 Radiadores
3 Vaso de expansión abierto

### La calefacción central
A partir de la Revolución Industrial se empieza a manejar el vapor en las máquinas motrices y se desarrolla la técnica de conducción de fluidos por tuberías, fluidos calentados en calderas a partir de combustibles, generalmente sólidos, principalmente tres: leña, turba y hulla.
A principios del siglo XX empiezan a aplicarse estas técnicas a sistemas de calefacción de edificios con calderas de carbón, tuberías y radiadores, utilizando el vapor como caloportador. La más antigua de las instalaciones consistía en una caldera de carbón, una red de tuberías y radiadores. La caldera era una estufa de fundición, cuyas paredes eran dobles y entre las dos capas circulaba agua que se calentaba hasta la vaporización, en las de vapor; más tarde a temperaturas por debajo del punto de ebullición. El caloportador circulaba por las tuberías por termosifón o tiro térmico, por lo que era conveniente que la caldera estuviera situada en un nivel más bajo que los emisores. Las ventajas del sistema son: el fuego está en un local específico (que puede estar todo lo ventilado que sea necesario), no en los locales a caldear; un solo hogar sirve para calentar varios locales o incluso un edificio completo (más adelante barrios enteros: calefacción urbana).
Como se ha dicho, el caloportador inicial fue el vapor que luego se sustituyó por el agua. Cuando esto ocurrió, en el sistema por termosifón, las tuberías debían ser bastante gruesas para facilitar la circulación. Además las de ida debían ir cercanas al techo, por encima de los emisores y las de retorno por el suelo. Más adelante se añadió una bomba para la recirculación, lo que permitía tuberías más delgadas, llevarlas por cualquier recorrido y la caldera podía estar en cualquier situación respecto a los radiadores. A cambio no es demasiado conveniente que la caldera sea de combustión continua, es decir de combustible sólido (carbón o pellas de madera), porque un corte en el suministro eléctrico pararía la bomba y la caldera podría calentarse demasiado.
A la vez que se fue abandonando el vapor, pasando a calefacción por agua caliente, también el combustible cambiaba, primero el gas ciudad y el fueloil sustituyeron al carbón, a poco el gasóleo, y después, a partir de los años 1960, el gas natural.
```
La calefacción central ===
```

A partir de la Revolución Industrial se empieza a manejar el vapor en las máquinas motrices y se desarrolla la técnica de conducción de fluidos por tuberías, fluidos calentados en calderas a partir de combustibles, generalmente sólidos, principalmente tres: leña, turba y hulla.
A principios del siglo XX empiezan a aplicarse estas técnicas a sistemas de calefacción de edificios con calderas de carbón, tuberías y radiadores, utilizando el vapor como caloportador. La más antigua de las instalaciones consistía en una caldera de carbón, una red de tuberías y radiadores. La caldera era una estufa de fundición, cuyas paredes eran dobles y entre las dos capas circulaba agua que se calentaba hasta la vaporización, en las de vapor; más tarde a temperaturas por debajo del punto de ebullición. El caloportador circulaba por las tuberías por termosifón o tiro térmico, por lo que era conveniente que la caldera estuviera situada en un nivel más bajo que los emisores. Las ventajas del sistema son: el fuego está en un local específico (que puede estar todo lo ventilado que sea necesario), no en los locales a caldear; un solo hogar sirve para calentar varios locales o incluso un edificio completo (más adelante barrios enteros: calefacción urbana).
Como se ha dicho, el caloportador inicial fue el vapor que luego se sustituyó por el agua. Cuando esto ocurrió, en el sistema por termosifón, las tuberías debían ser bastante gruesas para facilitar la circulación. Además las de ida debían ir cercanas al techo, por encima de los emisores y las de retorno por el suelo. Más adelante se añadió una bomba para la recirculación, lo que permitía tuberías más delgadas, llevarlas por cualquier recorrido y la caldera podía estar en cualquier situación respecto a los radiadores. A cambio no es demasiado conveniente que la caldera sea de combustión continua, es decir de combustible sólido (carbón o pellas de madera), porque un corte en el suministro eléctrico pararía la bomba y la caldera podría calentarse demasiado.
A la vez que se fue abandonando el vapor, pasando a calefacción por agua caliente, también el combustible cambiaba, primero el gas ciudad y el fueloil sustituyeron al carbón, a poco el gasóleo, y después, a partir de los años 1960, el gas natural.

## Instalaciones de calefacción
Básicamente, una instalación de calefacción actual tiene tres partes:
- Un sistema de producción de calor, que puede ser una caldera de combustible, un sistema de resistencias eléctricas, o aprovechamiento de energía calorífica natural o residual.
- Un sistema de reparto, mediante conductos por los que circula un caloportador, normalmente agua o aire.
- Un sistema de emisión, por medio de elementos terminales (radiadores, paramentos radiantes, rejillas de impulsion para aire,...)

### Producción de calor

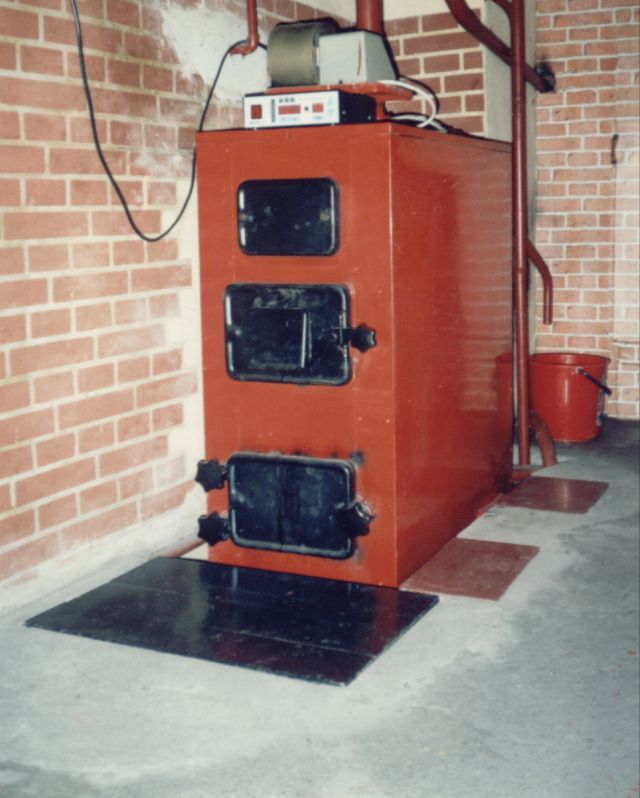
Caldera central de combustible sólido

Según la extensión de la instalación hay dos tipos: locales o unitarias y centralizadas. En el primero, un solo aparato produce el calor y lo emite en un local. En el segundo, se produce el calor en un lugar y se reparte mediante conducciones hacia los locales que hay que calentar.

#### Por combustibles
En la instalación centralizada, el calentamiento más lógico y más económico es una caldera de combustible sólido, líquido o gaseoso. Los inconvenientes del fuego y del aire para la combustión están limitados porque esta caldera se sitúa en un local específico.
Las calderas de combustible sólido se diferencian de las demás porque su combustión es continua, es decir, una vez que se encienden, solamente se apagan cuando se acaba el combustible o se corta completamente la entrada de aire. La regulación de la potencia se hace variando la entrada del aire. Actualmente se tiende a prohibir el uso del carbón, por ser el combustible que más cantidad de CO2 produce por unidad de calor, sin embargo se usan calderas con pellas de madera que también es un combustible sólido.
Como combustible líquido el único en uso normal es el gasóleo. Los gaseosos son de dos tipos principales: gas natural y gases licuados de petróleo (butano y propano). Las calderas funcionan con un quemador acoplado que, mediante un ventilador, hacen la mezcla de aire y combustible adecuada, y se quema en el hogar. Tanto con líquidos como con gaseosos, el funcionamiento de las calderas es intermitente, es decir la regulación de la potencia se hace poniendo en marcha y parando el quemador. Hay quemadores llamados modulantes que varían la potencia de la llama en función de la demanda, regulando el caudal de combustible.

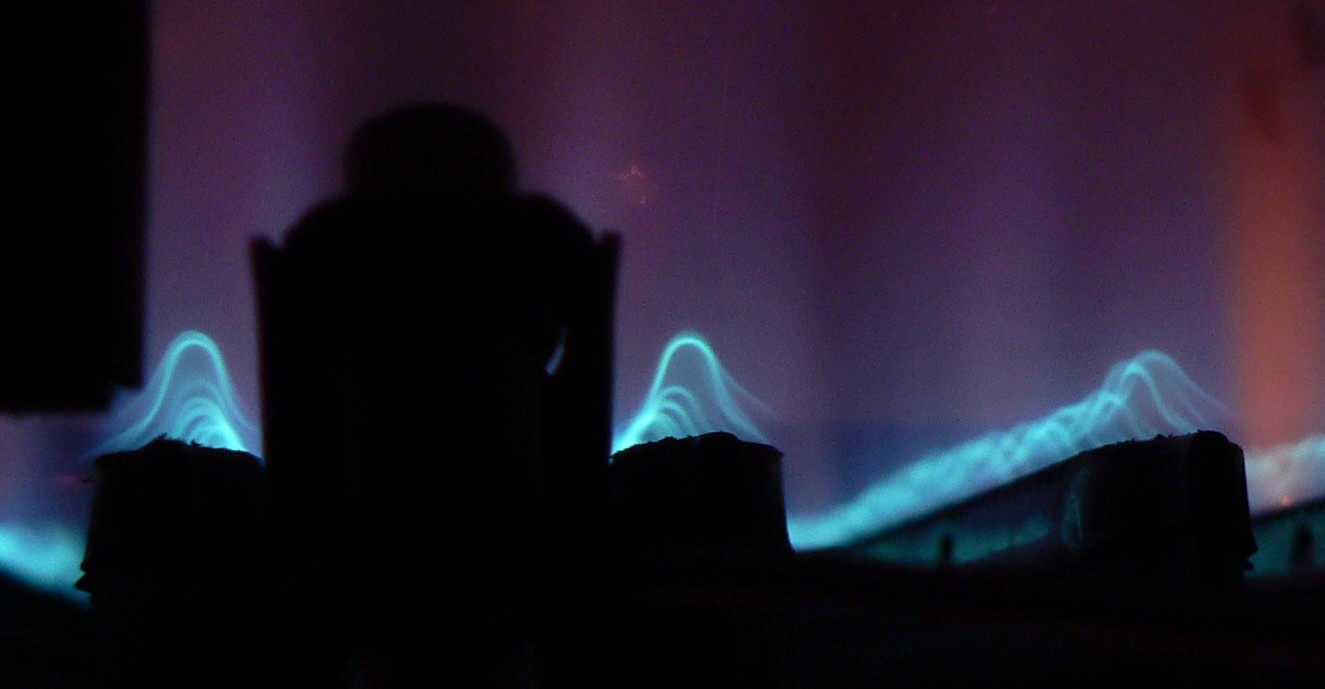
Serie de candelas de una caldera con quemador atmosférico de gas

También hay calderas de gas con quemadores atmosféricos, que no requieren ventilador; el gas fluye por su propia presión, sale a presión por unos inyectores finos y se mezcla con el aire por efecto venturi antes de llegar al quemador propiamente dicho. En estas calderas el quemador consiste en una cierta cantidad de candelas dispuestas en filas en un plano.
Existen aparatos unitarios por combustión, como las estufas de gas butano, llamadas estufas catalíticas. Tienen un rendimiento aceptable, pero requieren aire del exterior para la combustión y producen gran cantidad de vapor de agua como resultado (aproximadamente 1,6 litros de agua por cada kilogramo de combustible), por lo que no son demasiado aconsejables, pues añaden gran cantidad de humedad al aire ambiente. También se usan estufas unitarias de queroseno, con los mismos inconvenientes, aunque con una producción de vapor un poco menor.

#### Por electricidad
Otro sistema de calentamiento es la electricidad. Y esto de dos maneras: por resistencias eléctricas, es decir aprovechando el efecto Joule, o por bomba de calor. Es raro encontrar calderas centralizadas con resistencias, pero se emplea el efecto Joule en calentadores locales o unitarios, radiadores o estufas eléctricas. Tienen el inconveniente de que, a pesar de su alto rendimiento, el precio de la energía eléctrica es superior al de los demás combustibles, es decir que el precio de la unidad de calor obtenida, es más alto que el que pueda obtenerse con otro combustible.
De cualquier forma puede ser económico utilizar la electricidad mediante una bomba de calor, cuyo principio es que toma calor de una fuente exterior (fuente fría) para introducirlo en los locales. El rendimiento de una bomba de calor es grande, compensando el precio unitario superior de la electricidad, pero depende de la temperatura de la fuente fría; cuando esta fuente es el aire del exterior y este es muy frío, el rendimiento baja mucho.

#### Sistema híbrido
Para paliar el problema del bajo rendimiento de la bomba de calor con bajas temperaturas, puede hacerse un sistema híbrido con caldera y bomba de calor. Un programador electrónico determina cuando la bomba tiene buen rendimiento (teniendo en cuenta, tanto la temperatura exterior como el precio de los combustibles) y es adecuado que funcione y la para, y pone en marcha la caldera, cuando el rendimiento de la bomba es bajo.

#### Otros sistemas de calentamiento
Aunque se piensa que la energía solar puede servir para la calefacción, los inconvenientes de la instalación no compensan las ventajas: los colectores solares tienen menor rendimiento cuanto más baja es la temperatura exterior (y, por lo tanto, los días en los que más falta hace la calefacción) y además, los días más fríos del año son también los más cortos, con menos horas de soleamiento. Técnicamente puede hacerse, pero la cantidad de colectores necesaria es grande y, cuando no haga falta calefacción producirán unas importantes cantidades de calor que habrá que disipar en el ambiente o en otro uso. Una posibilidad interesante es aprovechar ese calor sobrante haciendo una acumulación estacional, que requiere unos depósitos grandes, pero es factible.
Más interesante es el aprovechamiento de calores residuales procedentes de procesos industriales, como la producción de electricidad. También es interesante, aunque solo cuando existe en las cercanías, el aprovechamiento del calor de un acuífero caliente (energía geotérmica). Ambos sistemas requieren conductos de reparto del agua caliente (como en la calefacción urbana) y que las calefacciones de los edificios sean centralizadas colectivas. En vez de caldera, en el local técnico de cada edificio habrá un intercambiador de calor.

### Distribución del calor
La distribución de calor en los sistemas centralizados se hace actualmente solo de dos maneras: por agua y por aire. El vapor ya no se emplea porque es un caloportador difícil de regular (hay que hacerlo en cada radiador) y porque la temperatura que alcanza la superficie de los emisores es muy alta (alrededor de los 100 °C) de modo que puede producir quemaduras por contacto.

#### Por agua
El sistema de calefacción clásico (por agua caliente) utiliza como caloportador el agua, que llega por tuberías a los elementos terminales o emisores. Las tuberías pueden ser de acero negro, de cobre y, actualmente, de materiales plásticos. No debe utilizarse acero galvanizado, porque las temperaturas que alcanza el agua destruyen la protección galvánica. En una red de tuberías metálicas nunca deben mezclarse metales distintos (no solo en las tuberías, sino en los emisores), porque los más electronegativos pueden corroer a los demás. Si no hubiera más remedio, para evitarlo, deben interponerse entre metales distintos, enlaces o empalmes de material aislante eléctrico (nilón, por ejemplo).

#### Por aire
Otro sistema de llevar el calor a los locales habitados es mediante aire. En este caso los conductos son bastante voluminosos y se hacen de distintos materiales: chapa galvanizada, paneles aglomerados de fibra de vidrio, escayola y hasta cobre. También se pueden utilizar espacios de la construcción como huecos sobre falsos cielorrasos o incluso pasillos, plenum (en estos casos solo se suele emplear para retornos).
El empleo del aire para la calefacción es casi inexcusable cuando hay también una instalación de refrigeración, que debe ser, en general, por aire. No parece lógico utilizar dos instalaciones distintas para el mismo fin: climatizar espacios. Además, una instalación de climatización por aire bien concebida resuelve otra instalación absolutamente necesaria: la de ventilación.
El aire se puede calentar directamente en el elemento productor de calor o en un aparato de tratamiento del aire (climatizador), al que se lleva el calor desde la caldera, mediante agua por tuberías adecuadas, siendo en este caso un sistema por agua y aire.

#### Por agua y aire
No solo se usa el reparto por agua en la calefacción clásica, sino que también se emplea en las instalaciones de climatización por aire, para llevar el calor desde las calderas hasta los climatizadores, donde se tratará el aire, que será el caloportador que llegará a los locales; es decir, hay un transporte primario por agua y otro secundario por aire.
El sistema que más apropiadamente merece el nombre de agua y aire es el que utiliza ambos caloportadores para climatizar. Efectivamente, el caudal de aire necesario para la ventilación puede ser insuficiente como caloportador, por lo que en las instalaciones es frecuente hacer una mezcla de aire exterior (ventilación) con el de retorno. En este caso, solamente se lleva a los locales el aire de ventilación y para completar la cantidad de calor requerida, otra parte se lleva por agua a emisores específicos (ventiloconvectores).

### Elementos terminales

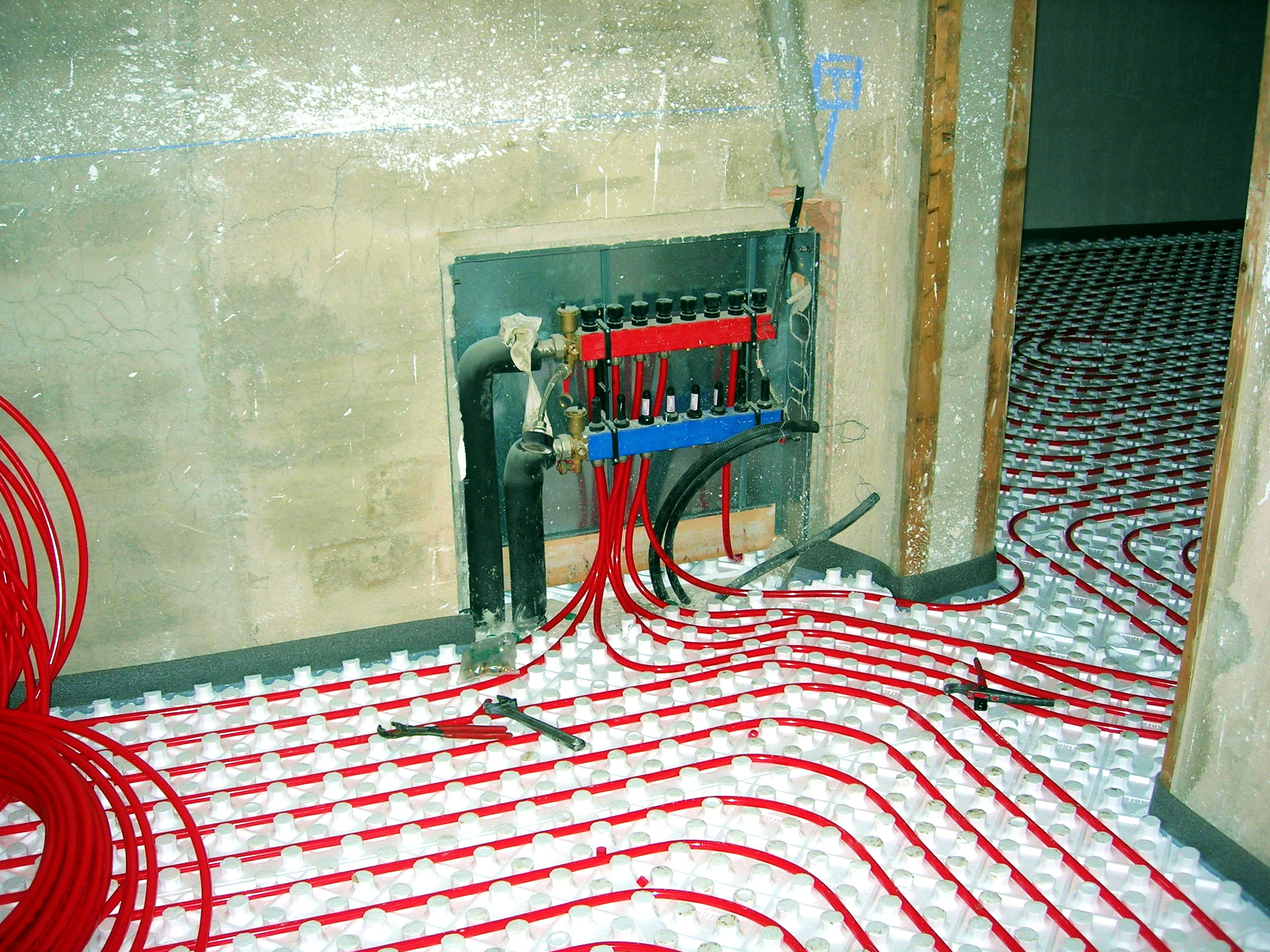
Distribución de tuberías de un suelo radiante, mostrando la taca de alojamiento de colectores.

Se llaman terminales, a veces emisores, a los aparatos que emiten el calor en los ambientes.
Cuando de un sistema de agua se trata, los más clásicos son los radiadores, pero también se emplean los paramentos radiantes. Estos no son propiamente aparatos, sino que consisten en un circuito de tuberías empotradas bajo el recubrimiento, convirtiendo el paramento en un emisor de calor. Lo más habitual es que ese paramento sea el suelo, pero veces se usa también el techo o las paredes. El techo no es una buena solución porque la piel humana absorbe muy bien la radiación térmica y los alopécicos tienen tendencia a sufrir dolores de cabeza con este sistema.
Otro terminal empleado en los sistemas de agua es el ventiloconvector.
Cuando se trata de sistemas por aire, los terminales son sencillamente los diversos tipos de rejillas o difusores por los que se impulsa el aire al ambiente.

## Regulación
El fin de la regulación de los sistemas de calefacción es proporcionar en cada momento la potencia adecuada a las necesidades del edificio o local. La potencia instalada en el sistema es la potencia máxima requerida en el momento más frío de un año medio. El resto de la temporada de calefacción, las temperaturas exteriores son más altas que la mínima y la necesidad de calor es menor. Por esta razón hay que regular la potencia de acuerdo con las necesidades en cada momento. A menor temperatura exterior, mayor potencia se requiere, de modo que la potencia necesaria no solo varía a lo largo de la temporada fría, sino también a lo largo del día. Hay tres medios para conseguirlo: por tiempo, por temperatura y por caudal. En ciertas instalaciones hay varios tipos de regulación simultáneamente.

### Regulación por tiempo
Es el sistema más sencillo de regulación consiste en parar o poner en marcha el sistema de calentamiento, de modo que, a lo largo de un cierto tiempo, la potencia suministrada por el calentador sea la necesaria (a menor potencia necesaria, menor tiempo de marcha). El sistema más sencillo y efectivo es utilizar un termostato de ambiente situado en un local representativo (el estar o sala principal) que, cuando el local está a la temperatura deseada, corta un circuito eléctrico que puede mandar la caldera directamente (en instalaciones unitarias o en instalaciones centralizadas individuales) o una válvula solenoide que abre o cierra la entrada del agua a la derivación de apartamento (en las centralizadas colectivas).
No es conveniente regular mediante el termostato de caldera, que limita la temperatura a que prepara el agua, pues como se ha dicho, las necesidades de calor varían a lo largo del día, por lo que habría que cambiar la temperatura de consigna varias veces a lo largo del día.
Con este tipo de regulación (termostato de ambiente) en una vivienda, en los demás locales servidos por la misma instalación pueden regularse las emisiones abriendo o cerrando las llaves de paso o, para mejor regulación, poner válvulas termostáticas en cada uno de los emisores para regular la temperatura del local que calientan (que en ambos casos, harán una regulación por caudal).

### Regulación por temperatura del caloportador
El sistema de regulación por temperatura del caloportador, o regulación proporcional, es más perfeccionado: consiste en un sistema electrónico que recibe una señal indicando la temperatura del ambiente exterior del edificio, enviada por una sonda exterior, y en función de ella, regula la temperatura del agua enviada a los emisores. Efectivamente:
- La potencia emitida por los emisores depende de la superficie de éstos y del salto de temperaturas entre esa superficie y el ambiente. Como la superficie es siempre la misma y, una vez fijada, la temperatura del ambiente se puede considerar constante, la única variable es la temperatura del emisor o, lo que suele ser lo mismo, la temperatura del caloportador.[nota 8]
- Por otro lado, la necesidad de calor depende de las pérdidas de calor del edificio y éstas, a su vez, dependen del aislamiento de sus elementos constructivos que lo separan con el exterior, de las necesidades de ventilación y de la diferencia de temperatura entre el exterior y el interior. Como en el caso anterior, la constitución de los elementos separadores es fija, la ventilación se debe fijar y, como se ha dicho lo mismo ocurre con la temperatura interior, luego la única variable es la temperatura exterior.

La misión de la centralita es relacionar esta temperatura exterior con la del caloportador, de modo que a menor temperatura exterior, mayor temperatura debe tener el caloportador en la impulsión.

Ilustración de una válvula de tres vías mezclando agua de ida (encarnado) con agua de retorno (azul).

La regulación de la temperatura del caloportador se hace mediante una válvula multivía motorizada (de tres o cuatro vías) que mezcla el agua de la caldera con agua del retorno (ya enfriada) para conseguir la temperatura adecuada. La centralita conoce en cada momento la temperatura exterior mediante una sonda situada en el exterior y la de impulsión, mediante otra sonda en el conducto de ida (o impulsión); su programación indica a la temperatura que tiene que enviar a los emisores, y mueve el motor de la válvula en consecuencia, para lo que sigue la llamada curva de calefacción que relaciona estas dos variables, la temperatura exterior con la temperatura de emisión.
Este sistema se llama regulación proporcional y se aplica obligatoriamente en instalaciones centralizadas colectivas (no sería lógico regular con un termostato situado en el estar del vecino del tercero). También es la única que funciona correctamente en el suelo radiante, en el que la temperatura de impulsión casi siempre es más baja que la producida en la caldera.
En estos sistemas, la regulación de la caldera es independiente, y se hace con un termostato (por tiempo), como en el caso anterior o, a veces, por potencia de la llama (quemadores por etapas o quemadores modulantes) en función de la temperatura del retorno del caloportador (que también se mide con una sonda). La misión de esta regulación es mantener en el circuito de caldera una temperatura siempre igual (la temperatura a la que la caldera funcione mejor), de modo que la impulsión encuentre en cada momento agua caliente suficiente como para que la mezcla tenga la temperatura demandada por la centralita.
En el caso de sistemas por aire la regulación por temperatura es la más adecuada, sobre todo cuando la instalación también suministra el caudal de ventilación, pues, aunque podría hacerse por caudal, hay un límite mínimo que es el caudal obligatorio de ventilación, lo que impediría hacerlo funcionar con necesidades pequeñas de calor. En este caso la regulación se hace midiendo la temperatura del aire de retorno (de extracción) y en función de ella se establece la temperatura del aire del impulsión (cuanto menos temperatura tenga el aire de retorno, a mayor temperatura habrá que impulsar). Sin embargo no se emplea el sistema de mezcla descrito para el agua, sino que se hace cambiar la temperatura del intercambiador o batería de calor, por el sistema de caudal.

### Regulación por caudal
La regulación por caudal consiste en variar el caudal del caloportador conforme varían las necesidades de calor (a menor caudal, menor aporte de calor). Se emplea a veces en los sistemas de reparto por aire, pero con el inconveniente apuntado en el párrafo anterior. También es el sistema empleado por las válvulas termostáticas de radiador, antes nombradas: conforme detectan menor necesidad de calor, cierran un poco la entrada de caloportador al emisor, regulando directamente el caudal que lo recorre.
Pero donde es una regulación muy adecuada es para los climatizadores, en los sistemas de aire. Mediante una válvula de tres vías se deja pasar más o menos caudal de caloportador por la batería (intercambiador) de calor, devolviendo el resto al retorno por la otra vía. A menor caudal, menor aportación de calor y el aire que se impulsa a los locales se calienta menos. El control de la válvula se hace mediante una sonda que mide la temperatura del aire de retorno, de modo que sirve para la zona servida por el climatizador y solo para ella.

## Accesorios
Para el buen funcionamiento de un sistema de calefacción son necesarios una serie de accesorios.

### Circuladores
Para que el caloportador se mueva por la red se utilizan circuladores, aparatos mecánicos que, en los circuitos de agua son bombas hidráulicas y en los de aire ventiladores.

### Vaso de expansión

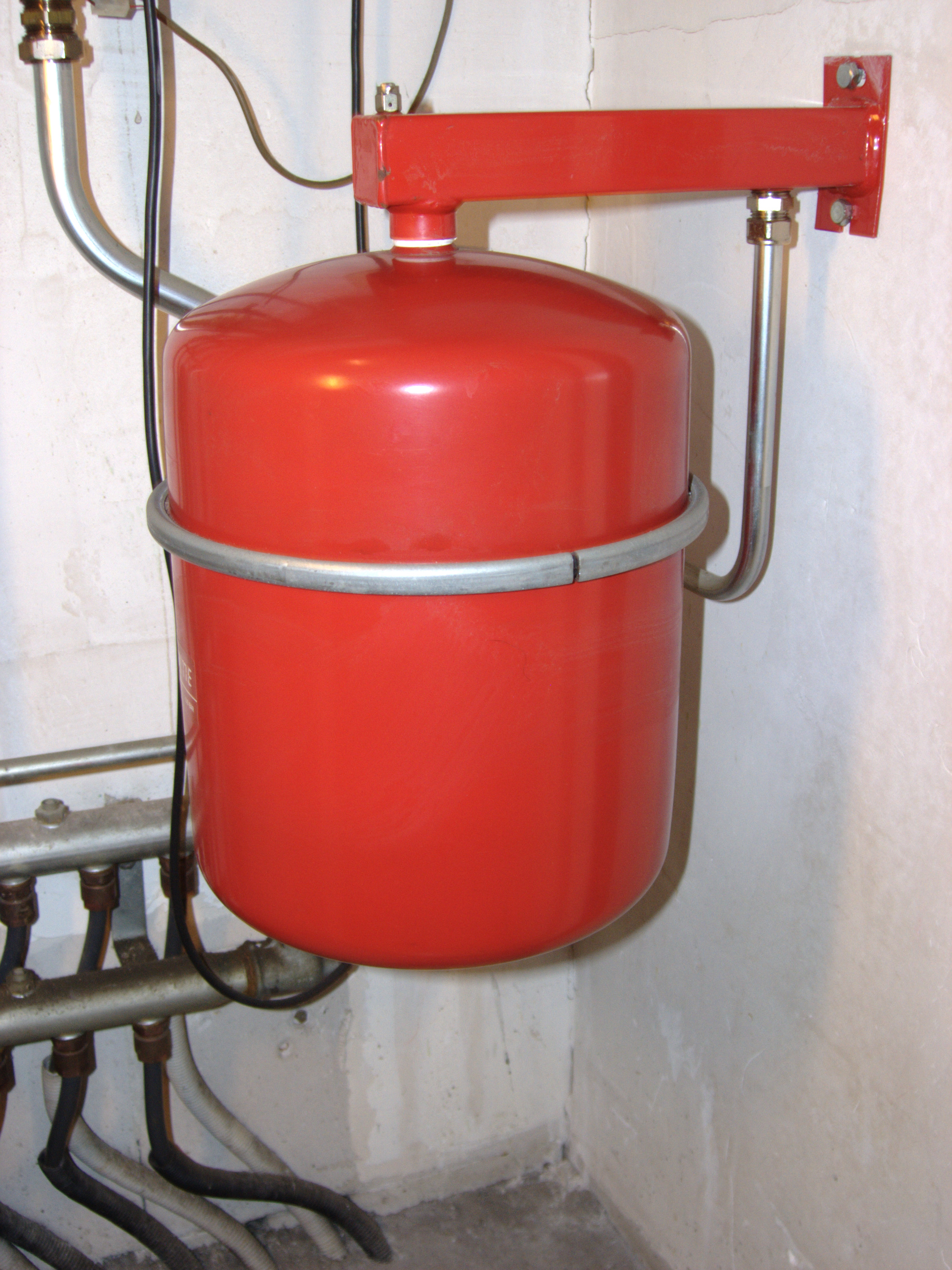
Vaso de expansión cerrado.

Al calentarse el agua contenida en los circuitos, aumenta de volumen, que debe recogerse en un depósito específico llamado vaso de expansión. Cuando el agua se enfría, reduce de nuevo su volumen y el vaso de expansión devuelve a la red el agua contenida en él.
Pueden ser abiertos o cerrados; normalmente, ahora suelen emplearse cerrados, habiéndose llegado a prohibir los abiertos en algunas normativas nacionales, prohibición que ha sido levantada cuando han empezado a utilizarse de nuevo calderas de combustión continua (usando como combustible sólido la biomasa) puesto que el vaso abierto es un excelente sistema de seguridad; cuando un corte de suministro eléctrico para la bomba de recirculación, la caldera sigue calentándose y puede llegar a producir vapor, que encontraría salida por el vaso.

### Dilatadores
Por la misma razón que el agua dilata, dilatan también las tuberías de la instalación, por lo que, en tramos rectos largos, hay que intercalar dilatadores. También deben ponerse dilatadores cuando las tuberías pasen por una junta de dilatación del edificio.

### Purgadores
En los circuitos cerrados recorridos por agua, es de especial importancia que no haya aire en absoluto. Por su menor densidad se acumula en las partes altas y las bombas no están calculadas para hacer circular agua en esas circunstancias. Para ello, en esos puntos deben situarse purgadores, para extraer el aire. Existen de tipo manual (en la mayoría de los radiadores hay uno) o automáticos. No solo se ponen en los radiadores, sino en la parte superior de las columnas de distribución, en este caso automáticos la mayoría de las veces.

### Otros
Además de los dichos, se utilizan otros menores, como llaves de paso y corte, llaves de regulación (que han de ser de asiento), termómetros, termostatos, medidores de presión, etc.

## Ahorro de energía
El consumo de energía en una instalación de calefacción es muy importante, por lo que resultan de mucho interés los sistemas que ayuden a reducirlo. En primer lugar, y aunque no es parte de una instalación, es indispensable que el edificio este correctamente aislado y preparado para perder la menor cantidad posible de calor.
En cuanto a las medidas de ahorro a tomar pueden distinguirse dos tipos: las propias de la instalación y la obtención de calor de fuentes alternativas exteriores, residuales o naturales.

### Eficiencia de la instalación
Deben emplearse calderas eficientes, entre las que hay que destacar las calderas de condensación , cuyos rendimientos son mucho mayores que las convencionales.
Es bastante importante el tamaño de la caldera: cuanto mayor sea, mejor rendimiento tiene, luego las calefacciones centrales colectivas funcionan mucho más eficientemente. Y tanto mejor cuanto mayor sea la instalación, así que es más eficiente una calefacción de barriada que una de edificio. Otro factor importante en el rendimiento es el tiempo de encendido: cuantas menos veces se apague y vuelva a encender la caldera a lo largo del día, mayor es su rendimiento, luego en instalaciones grandes conviene dividir la potencia entre dos o más generadores para que, al menos alguno de ellos no se apague casi nunca. Para este fin, también pueden instalarse quemadores modulantes, cuya potencia de llama varía con las necesidades de calor de la instalación.
También influye el mantenimiento (puesta a punto) de la caldera; es mucho más barato poner a punto una caldera grande que muchas pequeñas, por lo que las grandes suelen estar mucho mejor mantenidas y puestas a punto que las pequeñas.
No es precisamente un ahorro de energía, pero si económico: es frecuente que el combustible sea más barato para grandes consumidores.

### Uso de la instalación

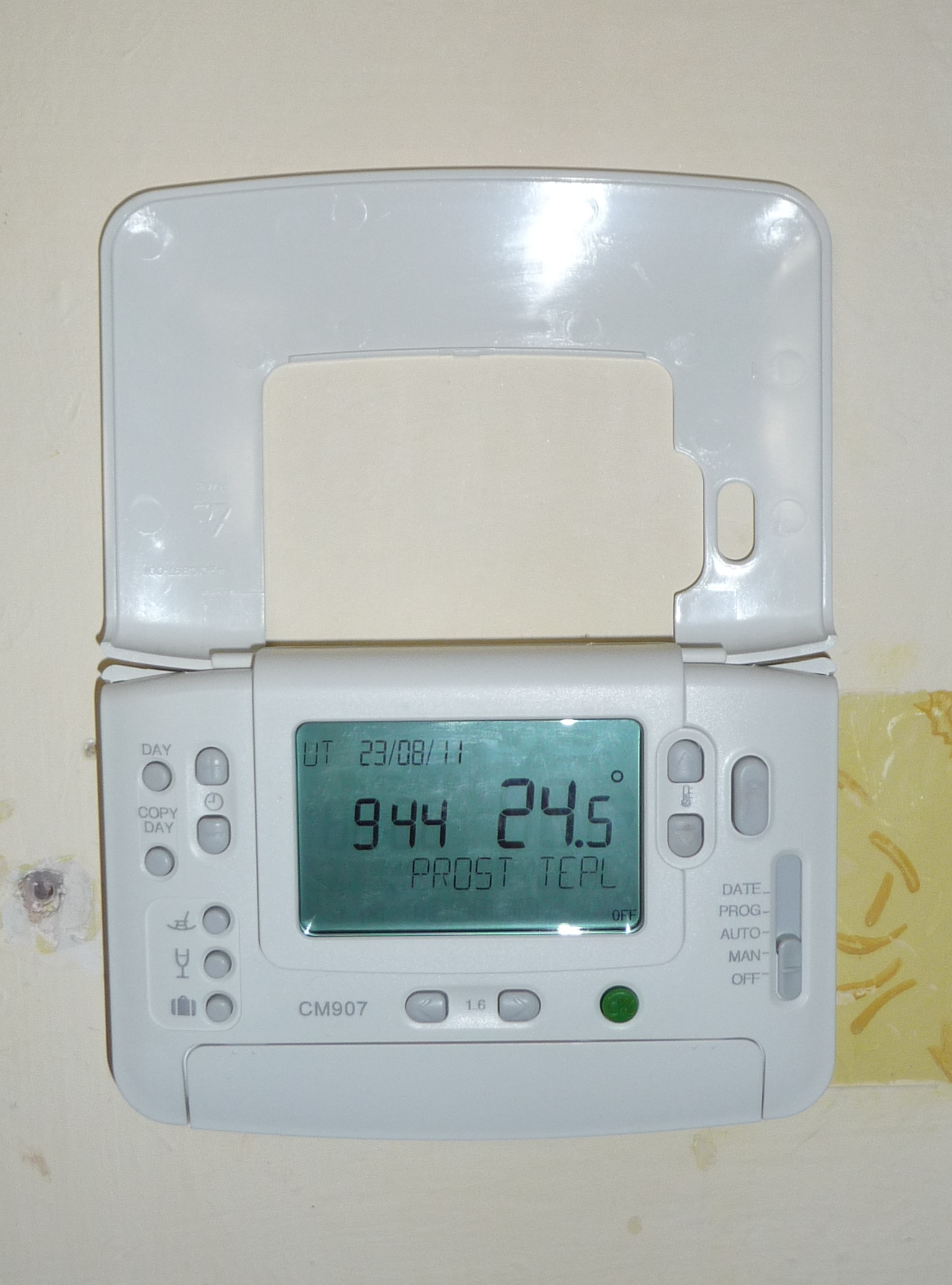
Termostato programable